# يوسف جمال الدين
يوسف جمال الدين (بالإنجليزية: Yousef Gamal El-Din) (15 أكتوبر، 1985) رائد أعمال، اعلامي وكاتب مصري سويسري وأحد أهم وجوه تلفزيون بلومبرغ العالمي الذي يقدمه عليه برنامجه الشهير Bloomberg Daybreak: Middle East
عمل سابقا في شبكة CNBC العالمية، حيث قدم برنامج Capital Connection اليومي واستضاف العشرات من أبرز رجال الأعمال وصناع القرار الابرز في العالم العربي من خلال برنامجه الاسبوعي Access Middle Eastوكثيراً ما كان يدلي بتحليله المختص في الموقف السياسي والاقتصادي بمنطقة الشرق الأوسط على موقع CNBC الإلكتروني، قبل التحاقه بشبكة CNBC كان المذيع الأساسي في قناة Nile TV International المصرية.

## سيرة حياته

### حياته الأولى
ولد يوسف جمال الدين في 15 أكتوبر عام 1985، درس في المدرسة الألمانية ثم انتقل إلى المدرسة الأمريكية الدولية بمدينة الرياض. يتحدث يوسف الإنجليزية، والألمانية، والعربية والفرنسية بطلاقة.

### حياته الشخصية
يوسف مشهور بعشقه للرياضة وخاصةً السباحة والإسكواش وكرة السلة، وهو من أطول مذيعين العالم بطول 1.98 م، يصف نفسه أيضاً بهاوي سيارات وكثيراً ما تجده في حلبة البحرين الدولية.

### التعليم
حصل يوسف على بكالوريوس آداب تخصص صحافة وإعلام بدرجة امتياز مع مرتبة الشرف من الجامعة الأمريكية بالقاهرة دفعة عام 2007، وحصل على الماجستير في نفس المجال. منح جائزة د. أحمد زويل المرموقة، وهي جائزة تمنح مرة واحدة لطالب أو طالبة من كل دفعة تخرج في الجامعة الأمريكية.

## عمله في التليفزيون المصري: 2007-2010
بعد فترة عمل قصيرة مع قناة OTV كمحرر إنضم يوسف في يوليو 2007 لقناة Nile TV كمذيع ومراسل باللغة الإنجليزية حيث كان أول ظهور له على برنامج The Top Stories في 2007، ليقدم بعدها الأخبار المباشرة من مدينة القاهرة. قام بتغطية العديد من الأحداث المهمة في مصر واستضاف العديد من الوزراء والنشطاء والمختصين، وقدم تغطية كاملة للمؤتمر الدولي ويكيمانيا عام 2008 في مدينة الإسكندرية، واستضاف صاحب موقع ويكيبيديا جيمي ويلز في لقاء على التليفزيون المصري.
وفي يوليو 2008 قدم يوسف البرنامج السياسي News Hour، وفي شهر سبتمبر من نفس العام بدأ بتقديم  برنامجه الخاص Business World. وكان له ظهور دائم ضمن برنامج يسعد صباحك على القناة الثانية المحلية.

## عمله في CNBC
التحق يوسف بشبكة CNBC العالمية يونيو 2010  ليكون بذلك أول مذيع ومراسل في إستديو البحرين الجديد الذي يدار من مكتب CNBC الرئيسي بأوروبا، في عام 2014 إنضم إلى فريق تقديم برنامج Capital Connection مع زملائه Anna Edwards من لندن و Chloe Cho من سنغافورة. حتى الآن، لا يزال يوسف أحد أصغر المواهب الشابة التي انضمت إلى شبكة CNBC العالمية.

### تغطيةالربيع العربي
خلال ثورة 25 يناير المصرية عام 2011 كان يوسف جمال الدين مع المتظاهرين على الأرض وتحت الخطر لينقل الحدث كما هو للعالم كمراسل لشبكتي CNBC وMSNBC. عمل وصفته الشبكة العالمية بأنه كان بظروف صعبة للغاية.
عاد إلى القاهرة عدة مرات منذ بداية الثورة لتغطية الاحتجاجات، وأجرى مقابلة مع رئيس الوزراء المصري المؤقت عصام شرف قبل ساعات فقط من مظاهرة «جمعة الإصرار» في 8 يوليو. كما غطي عن الإنتفاضة البحرينية، الإحتجاجات الأردنية لعام 2011  والإنتخابات العامة التركية لعام 2011.
في 4 يوليو2012، ظهر جمال الدين لأول مرة في Access: Middle East، وهي سلسلة توثق وتناقش التطورات الاقتصادية في منطقة الشرق الأوسط. وقد استضاف البرنامج العديد من رجال الأعمال وصناع القرار الأكثر تأثيرا في المنطقة، من بينهم غولر سابانجي.
بجانب تقديمه اليومي للبرامج التليفزيونية، غالبا ما يكون يوسف حاضرا في ابرز المؤتمرات العالمية كالمنتدى الاقتصادي العالمي ولديه مشاركات في العديد من الفعاليات الإعلاميّة مثل قمّة أبوظبي للإعلام ومنتدى مركز دبي المالي العالمي.
في 10 مارس 2015، أعلن جمال الدين استقالته عبر تويتر، وقرر «متابعة البحث عن فرص جديدة» بعد خمس سنوات في CNBC، دون الإعلان عن الأسباب أو التفاصيل. بعد ستة أشهر تقريبً، في 2 أغسطس 2015، أعلن عن إطلاق «ميدياليتيرا»، وهي شركة استشارية إعلامية تنفيذية مقرها في دبي.

## عمله في تلفزيون بلومبرغ
بعد التحاقه بشبكة تلفزيون بلومبيرغ في عام 2016، أطلق يوسف برنامجه الصباحي الجديد Daybreak Middle East من استوديو DIFC التابع للشبكة في دبي والذي ساعد بدورة إلى مضاعفة جرعة الاخبار الاقتصادية لمنطقة الشرق الوسط على الشبكة العالمية.

## الجوائز والتشريفات
- جائزة مستقبل التلفزيون المصري، مجلة إنجما، أكتوبر 2008.[14]
- جائزة أفضل 100 خريج خلال القرن من الجامعة الأمريكية بالقاهرة.[15]

## مؤلفاته
- فن الاطلالة للموظفين الاداريين خمس طرق سهلة وبسيطة للحصول على مظهر رائع وكسب الثقة والهام جمهور التلفاز.

## وصلات خارجية
- موقع يوسف جمال الدين الرسمي
- يوسف جمال الدين على CNBC.com
- نادي المعجبين  على فيسبوك.